# Capi (mitologia greca)
Capi (in greco antico: Κάπυς?, Kápys) è un personaggio della mitologia greca. Fu re di Dardania.

## Genealogia
Figlio di Assaraco e padre di Anchise e di Acete, forse anche di Laocoonte e Antenore.
 Secondo Dionigi di Alicarnasso sua madre fu Clitodora e la sua sposa fu Ieromnene mentre secondo Apollodoro fu Ieromnene la madre e Temiste la sposa. Entrambe comunque sono citate come madri di Anchise.

## Mitologia
Riconosciuto come il mitologico fondatore ed eponimo dell'antica Capua, secondo Virgilio giunse in quella terra dopo aver viaggiato al seguito di Enea ma la tradizione più antica afferma che vi giunse da solo e che la sua tomba fu distrutta dai coloni di Giulio Cesare.
Secondo altre fonti, la città di Capua fu fondata da un generale sannita omonimo di questo personaggio ed esiste un personaggio compagno di Enea e di nome Capi che fondò un'omonima città in Arcadia.

## Nell'Eneide
Capi è anche un personaggio dell'Eneide di Virgilio.
La prima apparizione di questo personaggio, un nobile troiano, è nel libro II: al pari di Laocoonte, egli si appella ai suoi concittadini affinché non introducano in città il cavallo di legno offerto dai Troiani, senza però venire ascoltato.
Sopravvissuto alla distruzione della sua città, Capi si aggrega ai compagni di Enea e arriva con lui nel Lazio, dove tra l'altro prende parte alla guerra contro gli italici. In combattimento uccide il nemico Priverno, come è detto nel libro IX. Nel libro X Virgilio parla di Capi come futuro fondatore della città di Capua.